# EuroChallenge 2010-2011
L'EuroChallenge 2010-2011 è stata l'ottava edizione dell'EuroChallenge. Il Krka Novo mesto ha conquistato il trofeo per la prima volta, battendo nella finale di Ostenda il Lokomotiv Kuban'.

## Squadre partecipanti
| Fase a gironi                                         | Fase a gironi | Fase a gironi                                | Fase a gironi                                | Fase a gironi                                |
| Paese                                                 | Squadre       | Squadre (posizione nel campionato nazionale) | Squadre (posizione nel campionato nazionale) | Squadre (posizione nel campionato nazionale) |
| ----------------------------------------------------- | ------------- | -------------------------------------------- | -------------------------------------------- | -------------------------------------------- |
| Francia                                               | 1             | BCM Gravelines (4)                           |                                              |                                              |
| Lettonia                                              | 1             | Ventspils (3)                                |                                              |                                              |
| Estonia                                               | 1             | Tartu Ülikooli (-)                           |                                              |                                              |
| Israele                                               | 1             | Barak Netanya (5)                            |                                              |                                              |
| Turchia                                               | 1             | Türk Telekom (5)                             |                                              |                                              |
| Germania                                              | 1             | Telekom Bonn (4)                             |                                              |                                              |
| Slovenia                                              | 1             | Krka Novo mesto (1)                          |                                              |                                              |
| Russia                                                | 1             | Lokomotiv Kuban' (5)                         |                                              |                                              |
| Croazia                                               | 1             | Zara (2)                                     |                                              |                                              |
| Belgio                                                | 1             | Ostenda (3)                                  |                                              |                                              |
| Perdenti dell'Eurocup 2010–11 Turno di qualificazione |               |                                              |                                              |                                              |
| Paese                                                 | Squadre       | Squadre (posizione nel campionato nazionale) | Squadre (posizione nel campionato nazionale) | Squadre (posizione nel campionato nazionale) |
| Russia                                                | 2             | Dinamo Mosca (4)                             | Sptk. S. Pietroburgo (7)                     |                                              |
| Germania                                              | 1             | Skyl. Francoforte (7)                        |                                              |                                              |
| Belgio                                                | 1             | Liegi (1)                                    |                                              |                                              |
| Francia                                               | 1             | Orléans Loiret (6)                           |                                              |                                              |
| Cipro                                                 | 1             | APOEL (-)                                    |                                              |                                              |
| Bulgaria                                              | 1             | Akademik Sofia (-)                           |                                              |                                              |
| Croazia                                               | 1             | KK Zagabria (4)                              |                                              |                                              |
| Qualifying round                                      |               |                                              |                                              |                                              |
| Paese                                                 | Squadre       | Squadre (posizione nel campionato nazionale) | Squadre (posizione nel campionato nazionale) | Squadre (posizione nel campionato nazionale) |
| Belgio                                                | 2             | Anversa Giants (5)                           | Mons-Hainaut (6)                             |                                              |
| Svezia                                                | 1             | Norrk. Dolphins (-)                          |                                              |                                              |
| Francia                                               | 1             | Nancy (5)                                    |                                              |                                              |
| Russia                                                | 1             | Nižnij Novgorod (-)                          |                                              |                                              |
| Portogallo                                            | 1             | Benfica (-)                                  |                                              |                                              |
| Svizzera                                              | 1             | Lugano Tigers (1)                            |                                              |                                              |
| Ucraina                                               | 1             | Chimik Južnyj (10)                           |                                              |                                              |
| Romania                                               | 1             | Steaua Bucarest (-)                          |                                              |                                              |
| Rep. Ceca                                             | 1             | Prostějov (3)                                |                                              |                                              |
| Ungheria                                              | 1             | Szolnoki Olaj (-)                            |                                              |                                              |
| Cipro                                                 | 1             | ETHA Engomis (-)                             |                                              |                                              |
| Turchia                                               | 1             | Karşıyaka (6)                                |                                              |                                              |
| Israele                                               | 1             | Maccabi Haifa '(-)                           |                                              |                                              |

## Turno preliminare
Dal 29 settembre al 6 ottobre.
| Squadra 1       | Punt.     | Squadra 2            | 1ª gara   | 2ª gara |
| --------------- | --------- | -------------------- | --------- | ------- |
| Nižnij Novgorod | 177 - 174 | Enisey Krasnojarsk   | 92 - 92   | 85 - 82 |
| Szolnoki Olaj   | 142 - 108 | Keravnos             | 75 - 52   | 67 - 56 |
| Paris-Levallois | 141 - 152 | Maccabi Haifa        | 75 - 63   | 66 - 89 |
| Leida           | 128 - 164 | Karşıyaka            | 65 - 87   | 63 - 77 |
| ETHA Engomis    | 135 - 130 | Artland Dragons      | 69 - 61   | 66 - 69 |
| Bosna           | 132 - 167 | Nancy                | 74 - 91   | 58 - 76 |
| Lugano Tigers   | 166 - 157 | Zenit S. Pietroburgo | 85 - 91   | 81 - 66 |
| Norrk. Dolphins | 171 - 163 | Okapi Aalstar        | 85 - 84   | 86 - 79 |
| Chimik Južnyj   | 176 - 174 | Asesoft Ploiești     | 90 - 83   | 86 - 91 |
| Steaua Bucarest | 156 - 125 | B.K. Kiev            | 77 - 59   | 79 - 66 |
| Minsk 2006      | 167 - 176 | Anversa Giants       | 87 - 87   | 80 - 89 |
| Helios Domžale  | 139 - 146 | Prostějov            | 70 - 62   | 69 - 84 |
| Mons-Hainaut    | 147 - 126 | Trefl Sopot          | 74 - 71   | 73 - 55 |
| Benfica         | 182 - 177 | Zaporižžja           | 105 - 105 | 77 - 72 |

## Regular season
Dal 16 novembre al 21 dicembre.

### Gruppo A
|    | Squadra              | P  | V | P | PF  | PS  | Diff |
| -- | -------------------- | -- | - | - | --- | --- | ---- |
| 1. | Sptk. S. Pietroburgo | 11 | 5 | 1 | 507 | 441 | +66  |
| 2. | BCM Gravelines       | 9  | 3 | 3 | 428 | 452 | -24  |
| 3. | Szolnoki Olaj        | 9  | 3 | 3 | 447 | 469 | -22  |
| 4. | Nižnij Novgorod      | 7  | 1 | 5 | 434 | 454 | -20  |

### Gruppo B
|    | Squadra           | P  | V | P | PF  | PS  | Diff |
| -- | ----------------- | -- | - | - | --- | --- | ---- |
| 1. | Ventspils         | 10 | 4 | 2 | 479 | 419 | +60  |
| 2. | Maccabi Haifa     | 9  | 3 | 3 | 435 | 475 | -40  |
| 3. | Skyl. Francoforte | 9  | 3 | 3 | 399 | 391 | +8   |
| 4. | Chimik Južnyj     | 8  | 2 | 4 | 421 | 449 | -28  |

### Gruppo C
|    | Squadra        | P  | V | P | PF  | PS  | Diff |
| -- | -------------- | -- | - | - | --- | --- | ---- |
| 1. | Akademik Sofia | 11 | 5 | 1 | 484 | 440 | +44  |
| 2. | Benfica        | 9  | 3 | 3 | 442 | 483 | -41  |
| 3. | Lugano Tigers  | 8  | 2 | 4 | 466 | 452 | +14  |
| 4. | Tartu Ülikooli | 8  | 2 | 4 | 442 | 459 | -17  |

### Gruppo D
|    | Squadra         | P  | V | P | PF  | PS  | Diff |
| -- | --------------- | -- | - | - | --- | --- | ---- |
| 1. | Norrk. Dolphins | 10 | 4 | 2 | 474 | 453 | +21  |
| 2. | Barak Netanya   | 9  | 3 | 3 | 453 | 444 | +9   |
| 3. | Liegi           | 9  | 3 | 3 | 468 | 475 | -7   |
| 4. | Türk Telekom    | 8  | 2 | 4 | 501 | 524 | -23  |

### Gruppo E
|    | Squadra         | P  | V | P | PF  | PS  | Diff |
| -- | --------------- | -- | - | - | --- | --- | ---- |
| 1. | Krka Novo mesto | 11 | 5 | 1 | 455 | 422 | +33  |
| 2. | Prostějov       | 11 | 5 | 1 | 478 | 440 | +38  |
| 3. | Telekom Bonn    | 8  | 2 | 4 | 453 | 469 | -16  |
| 4. | KK Zagabria     | 6  | 0 | 6 | 440 | 495 | -55  |

### Gruppo F
|    | Squadra          | P  | V | P | PF  | PS  | Diff |
| -- | ---------------- | -- | - | - | --- | --- | ---- |
| 1. | Lokomotiv Kuban' | 10 | 4 | 2 | 503 | 458 | +45  |
| 2. | Anversa Giants   | 9  | 3 | 3 | 440 | 450 | -10  |
| 3. | Steaua Bucarest  | 9  | 3 | 3 | 423 | 456 | -33  |
| 4. | Dinamo Mosca     | 8  | 2 | 4 | 429 | 431 | -2   |

### Gruppo G
|    | Squadra      | P  | V | P | PF  | PS  | Diff |
| -- | ------------ | -- | - | - | --- | --- | ---- |
| 1. | Karşıyaka    | 10 | 4 | 2 | 488 | 455 | +33  |
| 2. | Zara         | 9  | 3 | 3 | 461 | 444 | +17  |
| 3. | APOEL        | 9  | 3 | 3 | 437 | 440 | -3   |
| 4. | ETHA Engomis | 8  | 2 | 4 | 420 | 467 | -47  |

### Gruppo H
|    | Squadra        | P  | V | P | PF  | PS  | Diff |
| -- | -------------- | -- | - | - | --- | --- | ---- |
| 1. | Ostenda        | 10 | 4 | 2 | 431 | 424 | +7   |
| 2. | Mons-Hainaut   | 9  | 3 | 3 | 440 | 443 | -3   |
| 3. | Nancy          | 9  | 3 | 3 | 465 | 463 | +2   |
| 4. | Orléans Loiret | 8  | 2 | 4 | 439 | 445 | -6   |

## Last 16
Dal 18 gennaio al 1º marzo.

### Gruppo I
|    | Squadra              | P  | V | P | PF  | PS  | Diff |
| -- | -------------------- | -- | - | - | --- | --- | ---- |
| 1. | Sptk. S. Pietroburgo | 11 | 5 | 1 | 497 | 435 | +62  |
| 2. | Akademik Sofia       | 10 | 4 | 2 | 486 | 447 | +39  |
| 3. | Maccabi Haifa        | 8  | 2 | 4 | 453 | 519 | -66  |
| 4. | Barak Netanya        | 7  | 1 | 5 | 433 | 468 | -35  |

### Gruppo J
|    | Squadra         | P  | V | P | PF  | PS  | Diff |
| -- | --------------- | -- | - | - | --- | --- | ---- |
| 1. | Krka Novo mesto | 11 | 5 | 1 | 455 | 418 | +37  |
| 2. | Karşıyaka       | 10 | 4 | 2 | 525 | 475 | +50  |
| 3. | Mons-Hainaut    | 8  | 2 | 4 | 441 | 481 | -40  |
| 4. | Anversa Giants  | 7  | 1 | 5 | 390 | 437 | -47  |

### Gruppo K
|    | Squadra         | P  | V | P | PF  | PS  | Diff |
| -- | --------------- | -- | - | - | --- | --- | ---- |
| 1. | BCM Gravelines  | 11 | 5 | 1 | 463 | 448 | +15  |
| 2. | Ventspils       | 10 | 4 | 2 | 503 | 418 | +85  |
| 3. | Norrk. Dolphins | 8  | 2 | 4 | 453 | 505 | -52  |
| 4. | Benfica         | 7  | 1 | 5 | 439 | 487 | -48  |

### Gruppo L
|    | Squadra          | P  | V | P | PF  | PS  | Diff |
| -- | ---------------- | -- | - | - | --- | --- | ---- |
| 1. | Ostenda          | 11 | 5 | 1 | 464 | 418 | +46  |
| 2. | Lokomotiv Kuban' | 10 | 4 | 2 | 465 | 425 | +40  |
| 3. | Prostějov        | 8  | 2 | 4 | 483 | 495 | -12  |
| 4. | Zara             | 7  | 1 | 5 | 444 | 518 | -74  |

## Quarti di finale
Dal 22 marzo al 30 marzo
- Sptk. S. Pietroburgo
- Ostenda
- Krka Novo mesto
- Karşıyaka

- Akademik Sofia
- BCM Gravelines
- Ventspils
- Lokomotiv Kuban'

| Squadra 1            | Serie | Squadra 2        | Gara 1  | Gara 2  | Gara 3 * |
| -------------------- | ----- | ---------------- | ------- | ------- | -------- |
| Sptk. S. Pietroburgo | 2 – 0 | Karşıyaka        | 78 – 73 | 89 – 71 |          |
| Krka Novo mesto      | 2 – 1 | Akademik Sofia   | 72 – 78 | 75 – 61 | 71 – 69  |
| BCM Gravelines       | 0 – 2 | Lokomotiv Kuban' | 91 – 92 | 68 – 86 |          |
| Ostenda              | 2 – 1 | Ventspils        | 86 – 74 | 92 – 97 | 70 – 63  |

* eventuale

### Spartak San Pietroburgo-Pinar Karsiyaka
| Arbitro: | Ivo Dolinek |

|            |       |          |
| Popović 15 | Punti | 23 Smith |

| Arbitro: | Sreten Radović |

|          |       |              |
| Smith 26 | Punti | 23 Domercant |

### Krka Novo Mesto-Academic Sofia
| Arbitro: | Miguel Pérez |

|           |       |          |
| Ikonić 20 | Punti | 17 James |

| Arbitro: | Carmelo Paternico |

|          |       |           |
| Heath 20 | Punti | 16 Ikonić |

| Arbitro: | Oliver Krause |

|           |       |          |
| Ikonić 17 | Punti | 20 Green |

### Gravelines-Lokomotiv Kuban
| Arbitro: | Mauro Pozzana |

|              |       |             |
| Akpomedah 29 | Punti | 26 Chalmers |

| Arbitro: | Seffi Shemmesh |

|           |       |             |
| Massey 18 | Punti | 20 Woodside |

### Ostenda-Ventspils
| Arbitro: | Jaroslav Janak |

|          |       |             |
| Green 23 | Punti | 18 Anderson |

| Arbitro: | Boris Schmidt |

|             |       |            |
| Anderson 31 | Punti | 24 Lojeski |

| Arbitro: | Miguel Anguel Perez Niz |

|          |       |           |
| Green 20 | Punti | 16 Hunter |

## Final Four
Dal 29 aprile al 1º maggio 2011 alla Sleuyter Arena di Ostenda (Belgio).
|  | Semifinali           | Semifinali           | Semifinali      |                 |                  | Finale               | Finale               | Finale          |  |
|  |                      |                      |                 |                 |                  |                      |                      |                 |  |
|  | Sptk. S. Pietroburgo | Sptk. S. Pietroburgo | 64              |                 |                  |                      |                      |                 |  |
|  | Sptk. S. Pietroburgo | Sptk. S. Pietroburgo | 64              |                 |                  |                      |                      |                 |  |
|  | Lokomotiv Kuban'     | Lokomotiv Kuban'     | 74              |                 |                  |                      |                      |                 |  |
|  | Lokomotiv Kuban'     | Lokomotiv Kuban'     | 74              |                 | Lokomotiv Kuban' | Lokomotiv Kuban'     | 77                   |                 |  |
|  |                      |                      |                 |                 | Lokomotiv Kuban' | Lokomotiv Kuban'     | 77                   |                 |  |
|  |                      |                      | Krka Novo mesto | Krka Novo mesto | 83               |                      |                      |                 |  |
|  | Krka Novo mesto      | Krka Novo mesto      | Krka Novo mesto | Krka Novo mesto | 83               | 79                   |                      |                 |  |
|  | Krka Novo mesto      | Krka Novo mesto      |                 |                 |                  | 79                   |                      |                 |  |
|  | Ostenda              | Ostenda              | 65              |                 |                  | Finale 3º posto      | Finale 3º posto      | Finale 3º posto |  |
|  | Ostenda              | Ostenda              | 65              |                 |                  |                      |                      |                 |  |
|  |                      |                      |                 |                 |                  |                      |                      |                 |  |
|  |                      |                      |                 |                 |                  | Sptk. S. Pietroburgo | Sptk. S. Pietroburgo | 92              |  |
|  |                      |                      |                 |                 |                  | Sptk. S. Pietroburgo | Sptk. S. Pietroburgo | 92              |  |
|  |                      |                      |                 |                 |                  | Ostenda              | Ostenda              | 94              |  |

### Semifinali
| Arbitro: | Fabio Facchini |

|          |       |           |
| Antić 14 | Punti | 21 Massey |

| Arbitro: | Vicente Bultó |

|           |       |          |
| Ikonić 26 | Punti | 12 Green |

### Finale 3º/4º posto
| Arbitro: | Vicente Bultó |

|              |       |             |
| Domercant 33 | Punti | 18 Mitchell |

### Finale
| Arbitro: | Fabio Facchini |

|              |       |           |
| Wilkinson 21 | Punti | 20 Booker |

| EuroChallenge 2010-2011   |
| ------------------------- |
| Krka Novo Mesto 1º titolo |

## Statistiche individuali

### Punti
| #  | Nome            | Squadra        | Partite | Punti | PPP  |
| -- | --------------- | -------------- | ------- | ----- | ---- |
| 1. | Ben Woodside    | BCM Gravelines | 13      | 241   | 18.5 |
| 2. | Adrian Banks    | Barak Netanya  | 12      | 214   | 17.8 |
| 3. | Andre Smith     | Karşıyaka      | 12      | 212   | 17.7 |
| 4. | Rashad Anderson | Ventspils      | 15      | 262   | 17.5 |
| 5. | Bryan Hopkins   | Anversa Giants | 9       | 157   | 17.4 |

### Rimbalzi
| #  | Nome            | Squadra          | Partite | Rimbalzi | RPP |
| -- | --------------- | ---------------- | ------- | -------- | --- |
| 1. | Kyle Landry     | Prostějov        | 14      | 134      | 9.6 |
| 2. | Joakim Kjellbom | Norrk. Dolphins  | 14      | 127      | 9.1 |
| 3. | Andre Smith     | Karşıyaka        | 12      | 108      | 9.0 |
| 4. | Elton Brown     | Barak Netanya    | 10      | 83       | 8.3 |
| 5. | Jeremiah Massey | Lokomotiv Kuban' | 16      | 130      | 8.1 |

### Assist
| #  | Nome            | Squadra              | Partite | Assist | APP |
| -- | --------------- | -------------------- | ------- | ------ | --- |
| 1. | Ben Woodside    | BCM Gravelines       | 13      | 71     | 5.5 |
| 2. | Shmuel Brenner  | Barak Netanya        | 11      | 60     | 5.5 |
| 3. | Anton Ponkrašov | Sptk. S. Pietroburgo | 18      | 92     | 5.1 |
| 4. | Eugene Lawrence | Prostějov            | 14      | 63     | 4.5 |
| 5. | Dominic James   | Akademik Sofia       | 16      | 69     | 4.3 |

## Formazione vincitrice
| N° | Naz.                            | Ruolo | Sportivo          |  | Alt. |  |
| -- | ------------------------------- | ----- | ----------------- |  | ---- |  |
| 4  | Bosnia ed Erzegovina (bandiera) | G     | Goran Ikonić      |  | 196  |  |
| 6  | Slovenia (bandiera)             | P     | Matej Rojc        |  | 198  |  |
| 8  | Slovenia (bandiera)             | AP    | Edo Murić         |  | 202  |  |
| 9  | Slovenia (bandiera)             | C     | Smiljan Pavič     |  | 210  |  |
| 10 | Serbia (bandiera)               | G     | Dušan Đorđević    |  | 195  |  |
| 11 | Slovenia (bandiera)             | G     | Zoran Dragić      |  | 196  |  |
| 12 | Stati Uniti (bandiera)          | AG    | Chris Booker      |  | 208  |  |
| 13 | Slovenia (bandiera)             | P     | Bojan Krivec      |  | 188  |  |
| 14 | Slovenia (bandiera)             | AG    | Dragiša Drobnjak  |  | 200  |  |
| 15 | Slovenia (bandiera)             | AG    | Jure Balažič      |  | 204  |  |
|    | Serbia (bandiera)               | All.  | Aleksandar Džikić |  |      |  |